# Beeldtaal
Beeldtaal is een taalachtige constructie, waarbij beelden en beeldelementen communicatie mogelijk maken. Beelden en de interpretatie ervan zijn, net als geschreven of gesproken taal, tijds- en cultuurgebonden. Beelden geven boodschappen door: informatieve, wetenschappelijke, culturele, promotionele, propagandistische enzovoort. Visuele producten gebruiken de beeldtaal in de schilderkunst en fotografie, in de architectuur en grafische vormgeving, in de popmuziek, de decorbouw, het beeldhouwkunst, de tekenfilm, film, in het strip en de cartoon, in de mode, dans en theater.

## Betekenis en interpretatie
Beelden zijn 'alle communicatieve middelen die niet primair tekst zijn, door middel van een tweedimensionaal medium tot ons komen (...) en primair een communicatief-retorische functie hebben.'
Het begrip beeldtaal heeft meerdere betekenissen, sommigen zien het begrip vrij breed, anderen interpreteren het enger:
- Volgens Van Dale is het een "taal die door beelden wordt uitgedrukt".[3] In deze communicatie neemt een symbool of afbeelding de plaats in van een tekst of de spreektaal.
- Anderen zien het als een karakteristieke stijl van een kunstenaar, een kunstgezelschap of in een kunststroming.

Beelden zijn op verschillende manieren te interpreteren. Niet dat een oneindig aantal interpretaties mogelijk is, maar afhankelijk van de voorkennis, de cultuur of de tijd worden beelden anders begrepen. De beeldmaker kan dingen, omgevingen of mensen ongewoon in beeld brengen, een wijze die niet strookt met ons ‘natuurlijk’ kijken. De beeldtaal wordt uitgelegd en bestudeerd door wetenschappen zoals de waarnemingspsychologie, de kleurenleer, de kunstgeschiedenis, de cinematografie en de esthetica.

## 'Beeldgrammatica'
Beelden komen tot stand door een combinatie van vier elementen: de belichting (zonder licht geen beeld), de esthetische compositie (beeldende kunst), de beeldinhoud of de mise-en-scène en de technische component. De teken- en schilderkunst, de fotografie, de film en de gamedesign, een voor een zijn deze disciplines gebonden aan technische mogelijkheden en beperkingen van de techniek: pen en papier, doek en verf, pellicule en camera... De combinatie van deze beeldelementen creëren een soort beeldgrammatica, zoals letters en woorden zinnen worden en betekenis krijgen.

### Esthetische compositie
Een beeld wordt opgebouwd uit punten, lijnen en krommen, vormen en kleuren.

#### De richting
Beelden kunnen horizontaal, verticaal of diagonaal opgebouwd zijn. Horizontaal betekent volgens het vlak van de horizon, evenwijdig of waterpas met de horizon. Verticaal betekent naar het toppunt gericht, loodrecht, (loodlijn, schietlood). Diagonaal wil zeggen de lijn die twee niet aangrenzende hoeken van een meetkundige figuur verbindt (overhoeks, dwars, schuin). De richting van het beeld zijn de denkbeeldige lijnen die de kijker ziet. De horizontale richting zorgt voor rust, stabiliteit, is statisch uitgestrekt en zwaar. Verticalen suggereren een onevenwicht, hoogte, diepte, een vallende indruk. De diagonaal zorgt voor beweging, onrust, dynamiek, diepte, stijgen of vallen. Verder zijn er draaibewegingen of cirkelvormige lijnen. Deze zijn dynamisch en onrustig en geven beweging weer. In een compositie kan een richting overheersen. Dan spreekt men over een statische of dynamische opstelling.

#### De vormgeving
De vormgeving versterkt of verzwakt de betekenis van het beeld: de vorm bepaalt mee waar de toeschouwer naar kijkt (voorgrond en achtergrond). Composities kunnen symmetrisch, asymmetrisch, volgens de gulden snede, centraal, een geometrisch, een diagonaal, of een piramidaal, een bewegend of over-all compositie. Iedere compositie heeft een effect. Symmetrie zorgt voor rust en stilstand, asymmetrie voor spanning, de diagonaal suggereert beweging of dynamiek.
Voorbeelden
- In de trailer van À bout de souffle speelt de regisseur met punten, lijnen en vormen in de attributen en de kledij.
- In deze scène uit Koyaanisqatsi wisselen horizontale, verticale en andere lijnen elkaar af.
- Met kleuren zijn de variaties in de beeldtaal quasie eindeloos. Peter Greenaway gebruikt ze in deze scène wat eigenaardig.

### Mise-en-scène
De mise-en-scène bestaat uit verschillende elementen: kleding, rekwisieten, de make-up, het acteerwerk, de omgeving (de arena of het decor genoemd) en de iconische tekens. Iconische tekens is de verzamelterm voor elementen die een directe betekenis toevoegen aan het beeld, door het te tonen, veel meer dan door het te zeggen. Het gaat dan om pictogrammen, logo's, verkeersborden, tatoeages, affiches, schema's. In brede zin kan het ook gaan om foto's, kranten en filmbeelden. Soms wordt de belichting en het kleurgebruik ook bij de mise-en-scène of de techniek gerekend.
Voorbeelden
- In Dogville reduceert Lars Von Trier de omgeving tot een plein met krijttekeningen en minimale constructies.
- Of deze, 'The House That Jack Built'.
- Het kleurgebruik in een film kan erg gestileerd zijn zoals in deze scène uit Toto le Héros.
- Klank, iconische tekens, kleding, hoofddeksels, rekwisieten, make-up, acteerwerk en omgeving zijn goed te benoemen in deze beroemde scène uit A Clockwork Orange.
- De openingsscène van Boyz 'N the Hood steekt vol iconische tekens.

### Techniek en geluid

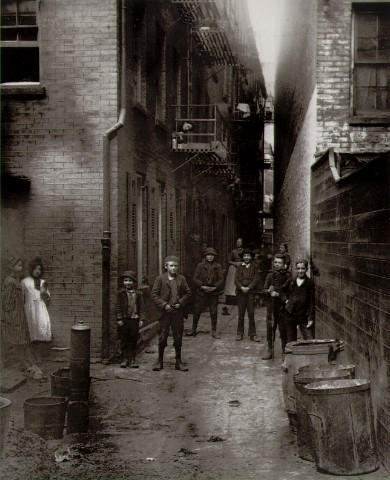
Jacob A. Riis, totaalopname in een nauwe straat. Diverse uitsneden in hetzelfde beeld, sorteren andere effecten bij de kijker.

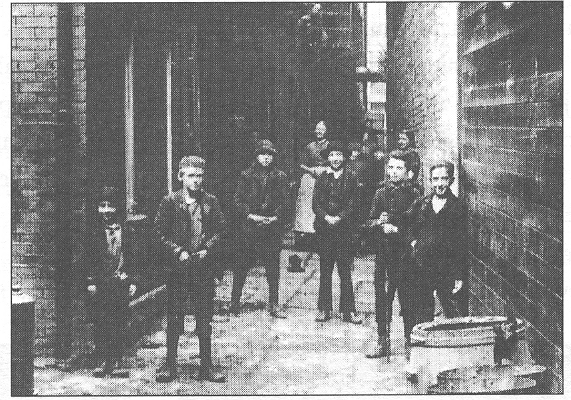
Jacob A. Riis, uitsnede 1. Hier staan de jongens onder in beeld en zien we minder omgevingselementen.

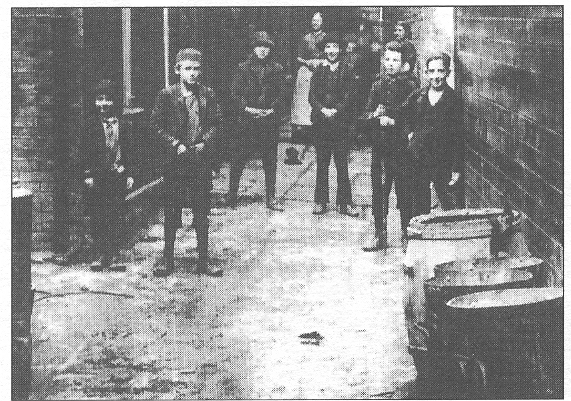
Jacob A. Riis, uitsnede 2. Deze uitsnede plaatst de jongens boven in beeld met veel plaats voor de omgeving.

De cameravoering is de combinatie van de variabelen die een fototoestel of een camera ter beschikking hebben om een foto of een film vorm te geven: het camerastandpunt, de kantelhoek, de scherptediepte, de camerabeweging en de cadrage of een uitsnede.
De totaalopname van de sociaal geëngageerde fotograaf Jacob A. Riis toont een nauwe donkere straat. Op de voorgrond kijkt een jongensgroep de kijker aan, in de hoek staan twee meisjes en langs achter twee vrouwen. Het is mogelijk binnen het beeld andere uitsneden te maken, die telkens een ander psychologisch effect op de kijker sorteren. Het is alsof de eerste foto zegt: ‘hier kom je niet in, dit is ons gebied, terwijl de tweede foto uitnodigender is en zegt: ‘Hier zijn we opgegroeid.’ Het lijkt zelfs of de gezichtsuitdrukkingen van de jongens verschillen: grimmig en aardig. Deze verschillende tekencombinatie geeft de foto betekenis en dwingt een andere interpretatie af. Voeg bij het ene beeld dreigende klanken en bij het andere vrolijke muziek, de kijker ervaart het beeld op een geheel andere wijze.
De montage en de (toegevoegde) geluiden geven de beelden een nieuwe, een andere of meer betekenis. Doorgaans onderscheidt men binnen het filmgeluid de geluiden van tijdens de opname (straatgeluid, achtergrondgeluiden), de muziek en de gesproken taal (dialoog).
- Geluid helpt bij de interpretatie van het beeld
- Geluid richt de aandacht van de blik in het beeld
- Geluid kan zonder beeld iets aankondigen
- Geluid kan een nieuw beeld aankondigen
- Geluid geeft stiltes betekenis als dramatisch element
- Geluid kan komisch of misleidend werken als muziek en achtergrondgeluid door elkaar worden gehaald

Geluidsvoorbeelden
- De opzwepende Wagner in de helicopterscène in Apocalypse Now van Francis Ford Coppola is gekozen omwille van de parallelle inhoud van de muziek met de beelden.[6]
- Bij de openingsscène uit Once Upon a Time in the West zorgen geluid en cameravoering voor een constante dreigende sfeer. Het begint met een vlieg en eindigt met...
- De ruiterscène in Blazing Saddles van Mel Brooks (1974) waarbij het orkest van Count Basie niet voor de film- of achtergrondmuziek zorgt, maar deel uitmaakt van de scène.
- De kokosnootscène uit Monty Python and the Holy Grail van Terry Gilliam (1975) waar je paarden verwacht in plaats van kokosnoten.

### Eindnoten
1. ↑  Zie bijvoorbeeld BOTTELBERGHS P. Beeldcultuur. Evolutie en toekomst, lezing naar aanleiding van '10 jaar Leren Kijken', 11 oktober 1990, Brussel.
2. ↑  VAN DEN BROEK J., KOETSENRUIJTER W., DE JONG J. & SMIT L. Beeldtaal. Perspectieven voor makers en gebruikers. Lemma, Boom, 2010, p. 14.
3. ↑  Van Dale, Groot Woordenboek der Nederlandse taal, Van Dale Lexicografie, Utrecht, 2005.
4. ↑  VAN DEN BULCK J. Kijkbuiskennis: De rol van de televisie in de sociale en cognitieve constructie van de realiteit. Acco, Leuven, 1996, p. 96.
5. ↑  HOUBEN H. & HOLTHOF M. Beeldvoorbeeld. Een theoretische en praktische handleiding over beeld- en filmtaal, Provincie Limburg, Cel beeld- en media-educatie, Hasselt, 1999, p. 54-57.
6. ↑  "The Ride of the Valkryies" is de slotakte van de tweede opera van de Ring cyclus. De Valkryies (oorlogsgodinnen in de Noorse mythologie) verzamelen op een berg om gevallen soldaten naar de onderwereld te brengen: attributen zijn speren, helmen en vliegende paarden. De stap naar een lucht vol militaire helikopters is snel gemaakt. Bovendien luisterden Luftwaffepiloten graag naar "The Ride of the Valkryies" via de radio voor ze de strijd begonnen en de Derde Rijkspropaganda gebruikte het stuk bij journaals. Wagner was een uitgesproken ariër en de favoriete componist van Hitler. D.W. Griffith gebruikt de Valkryies in de laatste scène van Birth of a Nation om de Ku Klux Klan-ruiters aan te kondigen. Kortom, de "Ride van de Valkryies is gekoppeld aan haat. Sommigen interpreteren de film als een anti-oorlog statement, anderen zien het als een antropologische studie waarbij geweld eigen is aan de mens.